# アヌルード・ジュグノート
サー・アヌルード・ジュグノート（Sir Anerood Jugnauth, KCMG, QC, GCSK, PC、ヒンディー語: अनिरुद्ध जगन्नाथ、1930年3月29日 - 2021年6月3日）は、モーリシャス共和国の政治家。同国首相、大統領などを歴任した。

## 略歴
- 1930年3月29日 イギリス領モーリシャス西部で生まれる。同国はインド商人の貿易中継地になっていたためインド系住民が過半数を占めるが、ジュグノートもインド商人の子孫。
- 1951年 イギリスのケンブリッジ大学で法律を専攻。
- 1954年 弁護士資格を取得。
- 1955年 帰国し弁護士事務所を開業。
- 1959年 「独立前進党」に入党。
- 1965年 9月、イギリスからの独立に関する会議に出席。
- 1965年 モーリシャス自治政府で国務大臣と労働大臣を兼務（～1967年）。
- 1968年 モーリシャス、イギリス連邦内で独立を達成。
- 1971年 「モーリシャス闘争運動（英語版）」（MMM）に入党し、党主席に就任。
- 1982年 6月、首相に就任（1983年、1987年、1991年、1995年、2000年も連続当選）。
- 1983年 3月、「社会主義闘争運動」（MSM）を組織し、総裁に就任。
- 1992年 立憲君主制から共和制に移行。
- 1995年 国民議会選挙で、労働党（英語版）（PTRまたはMLP）に敗北し下野、首相退任。
- 2000年 選挙で勝利し、再び首相に就任。
- 2003年 10月、大統領に就任。
- 2012年3月31日、大統領を退任。実権を握るナヴィン・ラングーラム首相との対立激化が理由[1]。
- 2014年12月17日、首相に就任。
- 2017年1月23日に首相を辞任し、財務大臣で息子のプラビンド・ジュグノートに首相の座を譲ると表明[2]。
- 2021年6月3日、死去[3]。

## 外交
中国と良好な関係を保っており、1983年、1991年、2002年に訪中している。2001年4月には、モーリシャスを訪れた全国政治協商会議主席（当時）の李瑞環と会談している。